# Michael Akasius Toppo
Michael Akasius Toppo (* 8. Mai 1955 in Gormara, Assam) ist ein indischer Geistlicher und römisch-katholischer Bischof von Tezpur.

## Leben
Michael Akasius Toppo empfing am 26. Januar 1986 das Sakrament der Priesterweihe.
Am 3. Dezember 2007 ernannte ihn Papst Benedikt XVI. zum Bischof von Tezpur. Der Apostolische Nuntius in Indien, Erzbischof Pedro López Quintana, spendete ihm am 2. März 2008 die Bischofsweihe; Mitkonsekratoren waren der Erzbischof von Guwahati, Thomas Menamparampil SDB, und der emeritierte Bischof von Tezpur, Robert Kerketta SDB.